# Bru (Volk)
Die Bru (auch Bruu, Brao, Brou oder Bru-Vân Kiều, vietnamesisch Người Bru – Vân Kiều; Lave oder Love) sind eine Ethnie, die ihre Siedlungsgebiete in Vietnam, Laos und Thailand hat. Die Gesamtbevölkerung wird auf etwa 130.000 Menschen geschätzt.
Oft werden die Bru zusammen mit den Lun, Kravet und Kreung beschrieben, weil diese vier Ethnien gegenseitig verständliche Sprachen sprechen und sehr ähnliche Kulturen entwickelt haben.

## Siedlungsräume
Die Bru siedeln in Vietnam in den Provinzen Quang Binh, Quang Tri, Dak Lak und Thua Thien Hue. In Laos leben die meisten Angehörigen der Bru in den Provinzen Savannakhet, Sepone und in der Isan-Region. In Thailand findet man sie in der Nachbarschaft zu den laotischen Bru, in der Provinz Sakon Nakhon.
Die Bru siedeln meist an Wasserläufen in kleinen Häusern, die auf Stelzen errichtet werden. Die Häuser sind um ein zentrales Versammlungsgebäude kreisförmig herum angeordnet.

## Geschichte
Die Geschichte der frühen Bru bleibt etwas im Dunkeln. Forscher glauben, dass ihre Vorfahren Angehörige des Reiches der Khmer von Angkor gehörten, das zwischen dem 9. und 13. Jahrhundert weite Teile von Kambodscha, Laos und Thailand beherrschte. Dies beruht auf der Sprachverwandtschaft der Mon-Khmer-Sprachen und auf der Tatsache, dass die Bru auf der mehr als 1.000 Meter hohen Ebene von Boloven in Südost-Laos (Champasak) siedeln, die einst das Zentrum der Khmer-Kultur von Angkor darstellte.
Die von den Bru besiedelte Landschaft stellt eigentlich gute Bedingungen für Wohlstand dar, doch fehlt eine geeignete Infrastruktur für den Transport von Gütern. Kürzlich durchgeführte Projekte mit dem Anbau von Kaffee, Tabak und Baumwolle verfehlten deshalb ihre Wirkung. Deshalb werden die Bru sowohl in Kambodscha als auch in Laos als marginal betrachtet und insbesondere die Bevölkerung in den Tiefebenen gefördert.
1968 protestierten die Bru erstmals in Kambodscha gegen staatliche Übergriffe auf ihr Gebiet. Panzer und Soldaten zerstörten daraufhin ihre Felder und Ortschaften. Während des Vietnam-Krieges hatten die Bru erneut zu leiden. Nach der Niederlage der Roten Khmer in Kambodscha im Jahr 1979 versuchten Gruppen der gestürzten Regierung ihre Propaganda in den ländlichen gebieten des Nordostens fortzusetzen. Die Bru hatten sich jedoch mit der neuen Volksrepublik Kampuchea arrangiert und entsandten vier Provinzgouverneure nach Phnom Penh, nämlich von Mondulkiri, Tatanakiri, Stung Treng und Preah Vihear.

## Wirtschaft
Die Bru ernähren sich von Feldfrüchten und bauen überwiegend Reis an, dabei überwiegend in Brandrodung. Diese Form der Landwirtschaft erlaubt drei bis vier Ernten in einem Jahr, anschließend muss das Land aber etwa zwölf Jahre lang brach liegen. Diese Form der Landwirtschaft hat in Laos besser überlebt als in Kambodscha, doch wurden viele Bru auch von dort nach Nordost-Thailand verdrängt. Daneben gibt es Viehzucht, Fischfang und die Jagd.
Zu den Nebeneinkünften tragen die Korbmacherei und das Anfertigen von Bastmatten bei.

## Sprache
Die Sprache der Bru gehört der Sprachfamilie der Mon-Khmer an und weist zahlreiche Dialekte auf.

## Religion
Die Bru hängen ihrer traditionellen Religion an und verehren ihre Vorfahren. Zu geweihten Gegenständen gehören Waffen und Fragmente von Haushaltsgegenständen. Sie beten hauptsächlich zu Feuergeistern und Göttern, die das tägliche Überleben sichern. Daneben existiert der buddhistische Glaube.

## Kultur
Jedes Dorf der Bru war relativ unabhängig von anderen. Ein Anführer führte die Gemeinschaft. In Laos wurden sie in die staatliche Verwaltung integriert, in Kambodscha erreichten sie in der Vergangenheit höchste politische Ämter. Familienbande wirken in beide Richtungen, zu der der Mutter und zu der des Vaters. Deshalb wird die Herkunft nach dem Wohnort (Lebensmittelpunkt) mehr geschätzt als nach der Familie. Männer treiben Polygamie, wobei ältere Mitglieder der Bru höheres Ansehen genießen als jüngere.
Die Bru sind gesellschaftsfreudig und lieben Musik und Tanz. Sie stellen verschiedene Musikinstrumente her, wie Kastagnetten, Trommeln, Gongs, Zithern und einfache Blasinstrumente, die zur Begleitung von gesungenen Erzählungen (cha chap) und Wechselliedern (sim) benutzt werden.